# Cynodon septenarius
Cynodon septenarius és una espècie de peix de la família dels cinodòntids i de l'ordre dels caraciformes.

## Morfologia
- Els mascles poden assolir 31,2 cm de longitud total.[5][6]

## Hàbitat
És un peix d'aigua dolça i de clima tropical.

## Distribució geogràfica
Es troba a Sud-amèrica: conques dels rius Amazones i Orinoco, i rius de la Guaiana.